# Raquel Paiewonsky
Raquel Paiewonsky  (1969) es una artista plástica dominicana.  Tiene un trabajo artístico reconocido en la República Dominicana desde 1991. Graduada en la Escuela de Diseño Altos de Chavón. Ha realizado exposiciones nacionales e internacionales. Sus áreas de trabajo son: pintura, escultura, instalación y fotografía, a través de ellos aborda un análisis sobre el cuerpo, principalmente el femenino, como contenedor de experiencias, y el impacto que genera en él lo que ella denomina como las construcciones culturales y los estereotipos.
Su obra ha sido exhibida, además de en República Dominicana, en ciudades como Nueva York, Miami, Ciudad de México, Lima, Buenos Aires, París, Martinica, Zúrich o Madrid. Ha participado en las bienales de Venecia, La Habana y Cuenca (Ecuador), así como en la III Bienal del fin del mundo en Ushuaia, Argentina.

## Biografía y obra
Raquel Paiewonsky es originaria de Puerto Plata, pero vive y trabaja en Santo Domingo. En 1991, se graduó de la Escuela de Diseño Altos de Chavón, en La Romana. Realizó su primera exposición individual en 1992 en la Galería de Arte Nouveau. Luego continuó sus estudios en la Parsons The New School for Design de Nueva York. Allí se estableció y vivió por 10 años. A través de los años, Raquel ha explorado la pintura, escultura, instalación y fotografía, en muchos casos combinando más de uno de estos medios.
WholeBeing (Lyle O. Reitzel Gallery, Miami, FL 2006), Vestial (Centre Martiniquais d'action culturelle Martiniquais 2004), y Vestial (Capilla de los Remedios/ IV Bienal del Caribe, Santo Domingo 2001) son algunas de sus exposiciones individuales.
Dentro de las exposiciones colectivas en las cuales ha participado están: 'Infite Island' curada por Tumelo Mosaka, Brooklyn Museum, NY 2007. 'Puntos de Vista-Daros Latinoamérica Collection, Bochum Museum, Alemania 2007. 'El Juego de la Diferencia', penúltima imagen de la fotografía y el video en Santo Domingo, CIRCA 07, organizado por el MAM Dominicano en Puerto Rico. 'Away'. Femmes diaspora creativite et dialogue intercultural, UNESCO, París Francia 2007. Y 'Arteaméricas' Miami Beach Convetion Center, Booth Galería Lyle O. Reitzel, Miami FL 2007.
Ha obtenido numerosas becas y premios como: 'Gran premio concurso Eduardo León Jiménez' 2006/08. Premio por Instalación XXII Bienal Nacional de Artes Visuales 2003, Santo Domingo. Premio por Instalación IXX Bienal Nacional de Artes Visuales 1996, Santo Domingo. Beca para estudiar en la Parsons School of Design, New York (1990/91/93). Bluhdorn Award 1991/93. En 2015 recibió el apoyo de Davidoff Art Initiative para la residencia en el Kunstlerhaus Bethanien, en Berlín.
Sus obras se encuentran en colecciones como la del Centro León de Santiago. The RISD Museum, Rhode Island. Daros-Latinoamerica AG, Zúrich, Suiza. Museo de Arte Moderno Dominicano, y el Museo de Arte Latino Americano, Long Beach, California.
Desde el 2008 forma parte del colectivo Quintapata, junto a Belkis Ramírez, Pascal Meccariello y Jorge Pineda. 

## Citas
- "La obra de Raquel Paiewonsky hace resurgir las discusiones en torno a las relaciones entre el cuerpo humano y la red de signos en la que se encuentra envuelto, moldeado, exhibido, escuchado, sentido, en la sociedad contemporánea. La dualidad postmoderna muy común en el arte actual así como las reflexiones que el atañen; oponen a menudo al ser humano y su cuerpo. Convierte a este último en un bien, una posesión, una individualidad más que en la raíz identificadora que daría un rostro vivo al ser humano. Por el contrario, las obras de Raquel Paiewonsky, exploran el cuerpo como una disposición simbólica, lo que procura una miríada de representaciones y de declinaciones que nos propone en sus cuadros, sus esculturas, sus instalaciones y sus fotografías..."

Sophie Ravion-de 'Ingianni
Historiadora y Crítico de Arte 2007.
- "Creo que el arte es ficción, una ficción que puede estar nutrida de historia y realidad... todo lo que analizamos, desglosamos o interpretamos a través de nuestras propias perspectivas, deja de ser real"...

Raquel Paiewonsky, 2007 Artista plástica dominicana.
- "Las pinturas, esculturas, instalaciones y fotografías de Raquel Paiewnsky, en las que aborda cuestiones inquietantes como el cuerpo mutante, la energía y la condición femeninas en el contexto global de la posmodernidad, constituyen una muestra incontrastable de la unicidad de su distintiva personalidad creadora en el proceso expansivo que registra el arte dominicano en la actualidad. Asimismo, la obra reciente de Paiewonsky nos permite advertir los niveles especializados de artisticidad, precisión conceptual y densidad reflexiva con que ella llega a materializar sus propuestas simbólicas de radical e incisiva polivalencia significativa, poéticamente subversivas y resueltamente provocadoras".

Amable López Meléndez
Curador en Jefe del Museo de Arte Moderno Dominicano
Presidente de AICA República Dominicana.